# Mario Löffler
Mario Löffler (* 26. Mai 1963 in Stollberg/Erzgeb.) ist ein deutscher Politiker der Partei Die Heimat (ehemals NPD). Im Jahr 2012 und bis zum 12. Januar 2013 war er Vorsitzender der NPD Sachsen. Im Januar 2020 wurde Löffler zum stellvertretenden Vorsitzenden der NPD Sachsen gewählt.
Löffler ist von Beruf Kaufmann im Großhandel für Schnitzerei und Holzkunst. Er trat 2004 in die NPD ein, bei der er 2007 Vorsitzender des Kreisverbandes im Erzgebirgskreis wurde. Er ist auch Fraktionsvorsitzender im dortigen Kreistag, ferner gehört er dem Gemeinderat seiner Heimatgemeinde Jahnsdorf an. Am 19. Januar 2012 rückte Löffler für den verstorbenen Winfried Petzold in den Sächsischen Landtag nach. Mit dem Ausscheiden der NPD aus dem Landtag bei der Landtagswahl in Sachsen 2014 verlor er sein Abgeordnetenmandat.